# Сент-Амарен (кантон)
Сент-Амаре́н (фр. Saint-Amarin) — кантон у Франції, в департаменті Верхній Рейн регіону Ельзас.

## Склад кантону
Кантон включає в себе 15 муніципалітетів:
| Муніципалітет      | Площа | Населення, осіб | Рік  |
| ------------------ | ----- | --------------- | ---- |
| Вільденстен        | 9,86  | 211             | 1999 |
| Гейсуз             | 7,28  | 472             | 1999 |
| Гольдбак-Альтенбак | 9,14  | 299             | 2006 |
| Крют               | 22,06 | 1010            | 1999 |
| Мальмерспак        | 2,66  | 557             | 1999 |
| Молло              | 8,82  | 419             | 1999 |
| Моош               | 15,25 | 1785            | 2006 |
| Міцак              | 6,41  | 420             | 1999 |
| Одерен             | 19,12 | 1318            | 1999 |
| Ранспак            | 11,40 | 893             | 1999 |
| Сент-Амарен        | 11,61 | 2440            | 1999 |
| Сторкенсон         | 5,10  | 228             | 1999 |
| Феллерен           | 21,29 | 1548            | 1999 |
| Юрбе               | 12,68 | 486             | 1999 |
| Юссерен-Вессерлен  | 5,09  | 1011            | 2006 |

## Консули кантону
| Період    | Консул            | Посада                                   |
| --------- | ----------------- | ---------------------------------------- |
| 1985—1998 | Pierre Egler      | Мер муніципалітету Одерен                |
| 1998—2011 | François Tacquard | Заступник мера муніципалітету Сторкенсон |

| Франція | Це незавершена стаття з географії Франції. Ви можете допомогти проєкту, виправивши або дописавши її. |